# Mado Michio
Mado Michio (jap. まど みちお, wirklicher Name Ishida Michio (石田 道雄); * 16. November 1909 in Tokuyama, Präfektur Yamaguchi; † 28. Februar 2014) war ein japanischer Dichter, insbesondere von Kinderliedern. Er wurde von Kitahara Hakushū und Yoda Jun'ichi (1905–1997) unterrichtet und vor allem durch seine Kinderlieder „Zō-san“, „Yagi-san yūbin“ und „Ichinensei ni nattara“ bekannt.

## Leben
Als Michios Vater aus beruflichen Gründen nach Taiwan musste, blieb Michio zunächst bei seinem Großvater, folgte jedoch kurze Zeit später ebenfalls seinen Eltern nach Taiwan. Er studierte an der National Taipei University of Technology und veröffentlichte in dieser Zeit erste Gedichte in der Zeitschrift „Ayumi“. Nach seinem Abschluss arbeitete er in der Abteilung für Häfen und Wasserwege des Generalgouvernements Taiwan (台湾総督府 Taiwan Sōdokufu). 1934 veröffentlichte er fünf Beiträge in der Zeitschrift „Kodomo no kuni“. 1936 vertonte der Komponist Yamaguchi Yasuharu (1901–1968) das Kinderlied „Futa atsu“.
1943 wurde er als Pionier der Marine eingezogen und kam so als Soldat über verschiedene Kriegsschauplätze nach Singapur, wo er das Ende des Zweiten Weltkrieges erlebte. Nach seiner Rückkehr nach Japan 1948 begann er in einem Verlag zu arbeiten und befasste sich mit der Herausgabe der Zeitschrift „Child Book“. Nach seiner Pensionierung 1959 widmete er sich dem Schreiben von Gedichten und Kinderliedern sowie dem Malen.
1992 wurde auf Betreiben der Kaiserin Michiko sein Buch „Dōbutsutachi“ (The Animals) ins Englische übersetzt und in Japan und Amerika veröffentlicht.

## Preise und Auszeichnungen
- 1968 Noma-Kinderliteraturpreis für „Tempura piripiri“
- 1976 „Preis des Autorenverbandes für japanische Jugendliteratur“ (日本児童文学者協会賞) für Shokubutsu no uta[2]
- 1994 „Literaturpreis Robō no ishi“ (路傍の石文学賞 Robō no ishi bungakushō) – Sonderpreis für „Mado Michio zenshishu“ (Gesamtausgabe seiner Gedichte)[Anm. 1][3]
- 1994 Hans Christian Andersen Preis
- 1998 Asahi-Preis

## Werke (Auswahl)

### Liedersammlungen
- 1968 Tempura piripiri (てんぷらぴりぴり)
- 1973 Mametsubu uta (まめつぶうた)
- 1974–75 Mado Michio shishū (まど・みちお詩集, 6 Bände)
- 1979 Fūkei shishū (風景詩集)
- 1979 Tsukemono no omoshi (つけもののおもし)
- 1981 Ii keshiki (いいけしき)
- 1985 Shakkuri uta (しゃっくりうた)
- 1989 Kuma-san (くまさん)
- 1993 Sorekara… (それから…)
- 1999 Melon no jikan (メロンのじかん)
- 2000 Kyō mo tenki (きょうも天気)
- 2006 Sono hen o (そのへんを)

### Übersetzte Bilderbücher
- 1992 Dōbutsutachi (どうぶつたち) – The Animals, illustriert von Mitsumasa Anno, ISBN 9784915777066
- 1998 Fushigi na poketto (ふしぎなポケット) – The Magic Pocket, illustriert von Mitsumasa Anno, ISBN 9784915777219

### Kinderlieder
- Zō-san (ぞうさん), vertont von Dan Ikuma
- Yagi-san yubin (やぎさんゆうびん), vertont von Dan Ikuma
- Onigiri kororin (おにぎりころりん), vertont von Akihiro Komori）
- Ichinensei ni nattara (いちねんせいになったら), vertont von Naozumi Yamamoto）
- Fushigi na poketto (ふしぎなポケット), vertont von Shigeru Watanabe）
- Drops no uta (ドロップスのうた), vertont von Megumi Ōnaka）
- Mizu asobi (みずあそび), vertont von Rentarō Taki）